# Sven Sture
Sven Sture († 1423 oder 1424) war ein dänischer Adliger.

## Leben
Sven Sture war der Sohn des Ritters Nils Sture († nach 1393) aus der Familie Sture mit der Spitze im Wappen, der Land in den damals zum Königreich Dänemark gehörenden Provinzen Halland und Schonen besaß. Erstmals erwähnt ist er 1388, als er zusammen mit seinem Bruder Sune für einen Verwandten bürgte.  Wie sein Vater diente er während des dänisch-mecklenburgischen Erbfolgekriegs (um 1376–1395) zunächst als Hauptmann der Truppen Königin Margaretes von Dänemark.
Für sie hielt er ab 1395 die Insel Gotland besetzt und stand so seinem Kontrahenten Albrecht von Pecatel, der die Stadt Visby kontrollierte, gegenüber. Die beiden Hauptleute neutralisierten sich gegenseitig. Als Herzog Erich von Mecklenburg 1396 mit Truppenverbänden auf der Insel gelandet war und 1397 Sven Sture besiegte, musste dieser dem Herzog einen Lehnseid leisten und trat damit zu Margaretes Gegnern über.
Nach Erichs Tod am 26. Juli 1397 übertrug dessen Witwe, Sophia von Pommern-Wolgast, Sven Sture den Oberbefehl über die Insel Gotland. Er beheimatete weiterhin Vitalienbrüder, die ihm im Gegenzug die Hälfte ihrer Beute überlassen mussten. Unter seiner Herrschaft entwickelte sich Gotland zu einem Seeräubernest, bis im Jahr 1398 der Deutsche Orden mit einer großen Ordensflotte die Vitalienbrüder von der Insel vertrieb.
Mit den Vitalienbrüdern ließ sich Sture in Burgen am Bottnischen Meerbusen nieder, von wo aus sie ihre Kaperfahrten fortsetzten. Gleichzeitig er suchte aber den Ausgleich mit Margarete von Dänemark, die ihn begnadigte, nachdem er die Burgen an sie übergeben hatte und wieder in ihren Dienst getreten war.
Sture wurde nach 1406 mit dem Schloss Sundholm belehnt und durfte den Titel Ritter führen.